# Müfide İlhan
Müfide İlhan (ur. 19 lutego 1911 w Stambule, zm. 2 lutego 1996 w Bodrum) – turecka pedagog, działaczka społeczna, polityk. W 1951 r. jako pierwsza kobieta w Turcji została wybrana burmistrzem.  

## Opis
Müfide İlhan urodziła się 19 lutego 1911 r. w Stambule. Jej ojciec, porucznik Mehmet Nafiz Çakmak, który był bratem marszałka Fevziego Çakmaka, zginął w bitwie o Gallipoli podczas I wojny światowej. Matka Emine Hanım owdowiała w wieku osiemnastu lat. Po śmierci męża opiekował się nią Fevzi Çakmak, z którego dziećmi wychowywała się Müfide. Po ukończeniu szkoły podstawowej w Ankarze kontynuowała naukę w szkole średniej dla dziewcząt w Stambule. Kolejno ukończyła szkołę kształcącą nauczycieli İstanbul Öğretmen Okulu i uzyskała dyplom uprawniający ją do nauczania. Po uzyskaniu uprawnień rozpoczęła pracę w szkole w Stambule. 
Jej pierwszym mężem był Nuri Çetinkaya, doradca Fevziego Çakmaka. Po ślubie pracowała jako nauczycielka w miastach, gdzie stacjonował jej mąż, w Erzurum, Doğubayazıt i Kırklareli. W latach 1936–1937 przebywała w Berlinie, gdzie Nuri przebywał jako attaché wojskowy. Tam uczyła się języka niemieckiego i uczestniczyła w seminariach Pestalozzi-Fröbel-Haus (PFH) w Berlinie. Po rozwodzie wróciła z dwiema córkami do Ankary.  
Drugi mąż, dr Faruk Ilhan, był synem burmistrza Mersin, Galipa İlhana. W 1946 r. osiedlili się w Mersin, gdzie zaangażowała się w politykę. Wstąpiła do Partii Demokratycznej, która wygrała wybory parlamentarne 14 maja 1950 r. i pozostawała u władzy przez 10 lat. W wyborach samorządowych we wrześniu 1950 r. została wybrana burmistrzem Mersin z ramienia Partii Demokratycznej. Była pierwszą w Turcji kobietą, która została burmistrzem. W wyniku nieporozumień ze swoją partią i radą miejską 17 grudnia 1951 r. została odwołana ze stanowiska, a następnie opuściła partię. Chociaż Müfide İlhan pełniła funkcję burmistrza przez krótki czas, mówiono o niej w całej Turcji, pojawiła się też w prasie światowej i została zaproszona przez królową Elżbietę do Londynu, gdzie miała okazję przeprowadzić badania na temat komunalizmu w Anglii. Po wyborach zaczęła badać kwestie związane z korupcją poprzedniego burmistrza. Starała się prowadzić uczciwą politykę, co wywołało niepokój w niektórych segmentach i powstanie przeciwko niej opozycji w radzie miejskiej. 
Po odejściu z partii założyła wraz z przyjaciółmi w Mersin Stowarzyszenie Wsparcia Autonomii (tur. Müstakilleri Destekleme Cemiyeti) i przez pewien czas wydawała magazyn „Walka” („Mücadele”). Po tym jak mąż został przeniesiony do Izmitu, przeprowadziła się wraz z nim i dziećmi. Tam założyła oddział Partii Ludowej Kobiet. Kolejno przeprowadziła się z mężem do Ankary, gdzie kontynuowała działalność stowarzyszenia i próbowała wrócić do polityki jako niezależna kandydatka.
W 1967 r. zmarł mąż Müfide. W 1968 r. wyjechała do Niemiec, gdzie mieszkała z córką do 1981 r. Po zdaniu egzaminów pracowała jako nauczycielka w ramach rządowego programu przygotowania dzieci tureckich do niemieckich szkół. Po powrocie osiedliła się w Stambule i dalej aktywnie angażowała się w działalność wspierającą społeczność turecką. W 1996 r. odwiedziła Mersin z okazji ceremonii nazwania jej imieniem parku. 
Müfide Ilhan zmarła 28 stycznia 1996 roku w Bodrum, tam też została pochowana.